# Admiral Gorsjkov (schip, 2018)

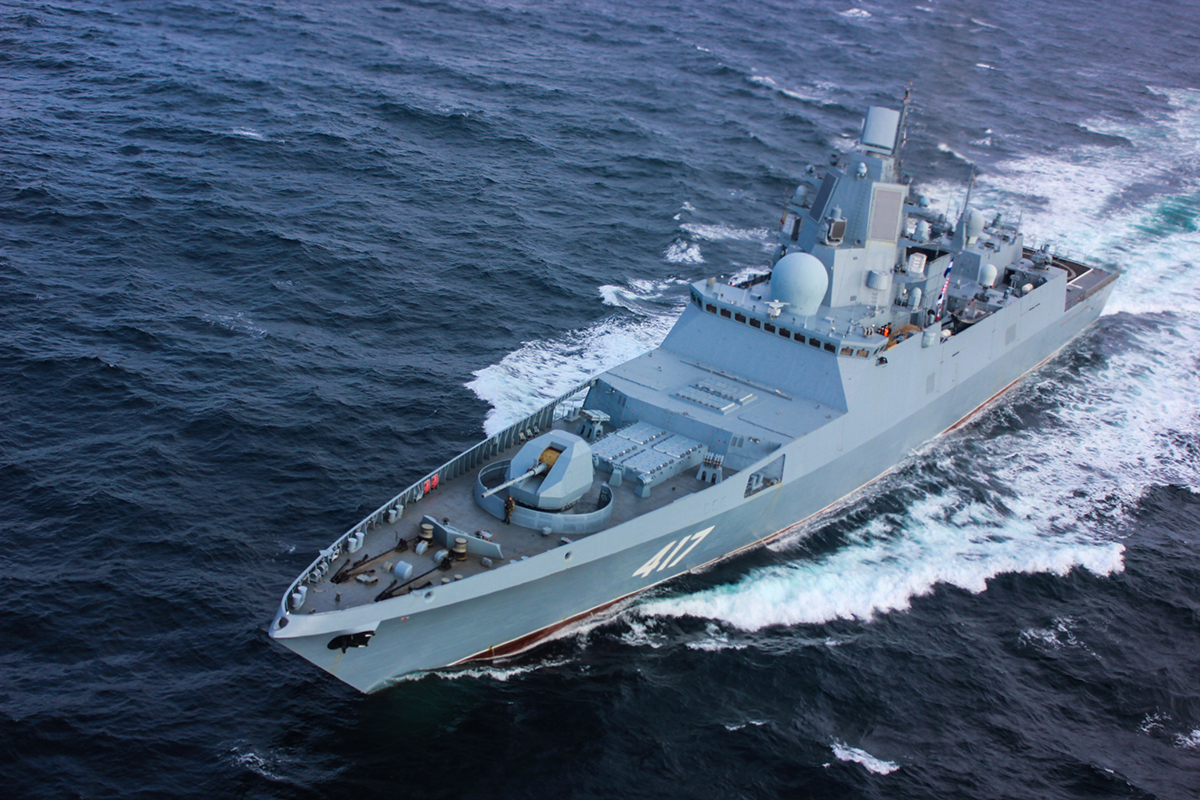
Admiral Gorsjkov in 2018

Admiral Flota Sovetskogo Sojoeza Gorsjkov (Russisch: Адмира́л фло́та Сове́тского Сою́за Горшко́в) is een fregat van de Russische marine. 

## Gegevens
Het fregat is 135 m lang, 16 m breed, heeft 4,5 m diepgang en 4550 registerton waterverplaatsing.
Twee dieselmotoren van 3,9 MW voor kruissnelheid en twee gasturbines van 20,5 MW voor versnelling drijven twee scheepsschroeven aan tot 54,6 km/h en tot 7400 km bereik. De bemanning telt 210 koppen.

## Wapens
- 2 × 8 cellen voor verticale lancering van 3M-54 Kalibr-kruisvluchtwapens of P-800 Oniks- of 3M22 Zirkon-antischeepsraketten
- Een 130 mm-kanon
- 2 × 4 330 mm-torpedobuizen
- S-350 Vitjaz-luchtafweer
- Een Kamov Ka-27-helikopter

## Bouw
Severnaja Verf te Sint-Petersburg legde de kiel op 1 februari 2006 en liet het fregat op 29 oktober 2010 te water.
Het fregat is genoemd naar Held van de Sovjet-Unie admiraal Sergej Gorsjkov.

## Testen
Van 23 tot 25 december 2017 testte de Admiral Gorsjkov in de Noordzee bij Groot-Brittannië, waarbij het Britse fregat HMS St Albans F83 het volgde.
Het fregat ging op 28 juli 2018 met pennantnummer 417 in dienst bij de Noordelijke Vloot met thuisbasis Severomorsk.
Op 29 juli 2018 nam de Admiral Gorsjkov deel aan de jaarlijkse vlootparade voor Sint-Petersburg.

## Reis rond de wereld
Samen met een tanker Kama, een logistiek steunschip Elbroes en een sleepboot Nikolaj Chiker voer de Admiral Gorsjkov langs Djibouti, 
Colombo, Qingdao, Vladivostok, Puerto Bolívar, Havana, Praia, Kronstadt en Severomorsk.

## Zirkon
Begin januari 2020 lanceerde Admiral Gorsjkov een 3M22 Zirkon hypersonische antischeepsraket vanop de Barentszzee. In oktober volgde een testlancering in de Witte Zee.
Op 19 februari 2021 oefende Admiral Gorsjkov in de Barentszzee.
Op 28 mei 2022 trof de Admiral Gorsjkov met 3M22 Zirkon vanop de Barentszzee een doelwit in de Witte Zee.

## Noordzee
In januari 2023 voer de Admiral Gorsjkov door Het Kanaal op weg naar de Middellandse Zee en de Indische Oceaan voor oefeningen samen met China en Zuid-Afrika.